# Каценельсон, Лев Израилевич
Лев Израилевич (Иехуда Лейб Биньямин) Каценельсон (1847—1917) — российский медик, востоковед-гебраист, прозаик, общественный деятель, соавтор «ЭСБЕ», редактор «ЕЭБЕ», ректор курсов востоковедения; известен также под псевдонимом Буки бен-Иогли.

## Биография
Иехуда Лейб Биньямин Каценельсон родился в 1847 году в городе Чернигове в Российской Империи. Рано потеряв отца, до десяти лет обучался в хедере, а затем, когда ему минуло 13 лет, его отдали в обучение к соферу (переписчик Святого Писания и филактерии), и Каценельсон, работая до 12 часов в день над священными пергаментами, не переставал мечтать о карьере талмудиста. На 15-м году жизни тайком от родных он уехал в Бобруйск, где в иешивоте принялся за изучение Талмуда.
В это время Каценельсон самостоятельно выучил немецкий язык, а на 19-м году жизни познакомился и с русским языком. Не имея возможности получить систематическое образование в Бобруйске, он, практически без средств отправился в 1866 году в Житомир, где поступил в раввинское училище, по окончании которого поступил в 1872 году в Медико-хирургическую академию. По окончании обучения в 1877 году, Каценельсон отправился в качестве военного врача на русско-турецкую войну и по возвращении сдал экзамен на доктора медицины и поступил на службу ординатором в Александровскую больницу города Санкт-Петербурга.
В конце 1870-х началась и литературная деятельность Льва Израилевича Каценельсона в периодических печатных изданиях «Русский еврей» и «Еврейское обозрение». Его фельетоны под псевдонимом «Буки бен-Иогли», отразившие идейный перелом тогдашней еврейской интеллигенции, создали ему имя в еврейской литературе (позднее вышли отдельно в 1902 году под заглавие «Мысли и Грезы»).
Дальнейшие его работы были в основном посвящены научным вопросам. Убедившись, что талмудисты обнаруживали основательное знакомство с разными областями анатомии и патологии, Каценельсон решил ознакомить современный медицинский мир с этой областью. Первой его работой была статья «Сведения о гемофилии в Талмуде» («Еврейское обозрение», 1885 год). Более капитальная работа по талмудической медицине была помещена Каценельсоном в газете «Гаиом» под названием «Remach Ebarim» (вышла отдельно в 1888 году). В Талмуде часто встречается утверждение, что число костей человеческого тела — 248. Многих сведущих в талмудической литературе медиков давно уже занимал вопрос, «почему по талмудическому счету число костей оказывается значительно больше, чем считает современная анатомия»? Учёный нашел разъяснение вопроса в различии способа приготовления скелетов ныне и в древности. Основываясь на данных эмбриологии, он старался определить возраст, в котором число костей человека после вываривания его скелета может равняться приблизительно 248. Эта работа, написанная в строго научном духе и, вместе с тем, на изящном еврейском языке, обогатила естественнонаучную терминологию иврита и послужила основанием для более обширного труда на русском языке под названием: «Анатомия (нормальная и патологическая) в древнееврейской письменности и отношение её к древнегреческой медицине». Этот труд, за который он получил степень доктора, обратил на себя внимание историков медицины и по поручению профессора Рудольфа Коберта был переведен на немецкий язык и напечатан в пятом томе его «Historische Studien».
К числу значительных работ Каценельсона по истории медицины следует отнести также его напечатанный в 1894 году в сборнике «Га-Иекев» труд «Об именах накожных болезней в Святом Писании», где он старается внести больше ясности, главным образом, в крайне сложную главу о цараат в Пятикнижии (Лев., XIII). Вникнув в этимологический смысл терминологии этой главы, Каценельсон должен был разойтись как с подавляющим большинством комментаторов, так и с авторами большинства медицинских трудов, старавшихся подвести те или другие известные нам болезни под библейские описания. Однако этот труд должен был войти только эпизодически в задуманное учёным исследование о ритуальной чистоте у древних евреев. Первые 2 части этого исследования были напечатаны в журнале «Восход» за 1897 и 1898 годы под названием «Институт ритуальной чистоты» (по-древнееврейски, «Jesode Tum’ah we-Taarah» в трехмесячн. «Hasman», 1903) и «Саддукеи и Фарисеи» (первая часть, переведенная на немецкий язык Я. Израэльсоном, помещена в «Monatsschrift für J. Wiss. u. Gesch.» за 1900 г.). Хотя автор, по его словам, хотел проследить и критически осветить историческое развитие только указанной группы законов, но попутно он разработал много явлений из жизни древних евреев и высказал ряд новых взглядов.
К этому циклу работ относится также ряд статей, печатавшихся в «Гамелиц» (за 1896—1897 г.) под общим названием «Zerorot u-ressissim» и разъясняющих разные места в Талмуде, относящиеся к медицине. Это отрывки из обширного труда «Медицинские основы Терефот», начало которого напечатано в русском переводе Мишны Н. А. Переферковича в виде введения к трактату Хулин.
Из работ общего содержания наиболее известны его статьи «Религия и политика у древних евреев» (Сборник «Будущность» за 1900 и 1902 гг.) и «Вавилонское пленение» («Восход», 1901 год).
Рядом с этой научной деятельностью у Каценельсона шла и работа литературная, главным образом, на древнееврейском языке. Его восточные сказания: «Ben Adne ha-Sode», «Ha-Jogeb», «Ha Ischa ascher lo iadah Zechok» и другие, по своеобразной колоритности стиля и художественной законченности, относятся к лучшим в символическом жанре. По словам Л. О. Кантора, «употребляя в своих научных работах мишнаитско-талмудический язык, Каценельсон в литературных своих произведениях является поклонником чисто библейского языка, которым мастерски владеет, соединяя красоту и библейскую наивность изложения с легким и гибким применением к современным формам мышления и речи. К особенностям его литературного творчества принадлежит также мягкий, подчас довольно язвительный, но всегда изящный юмор».
Лев Израилевич Каценельсон также являлся редактором Еврейской энциклопедии Брокгауза и Ефрона, где поместил и ряд своих статей.
С 1892 года он состоял членом Центрального Комитета Еврейского Колониального Общества, членом Комитета Общества распространения просвещения между евреями (с 1910 года товарищ (заместитель) председателя).
После смерти учредителя Курсов Востоковедения, барона Д. Г. Гинцбурга, Каценельсон стал заведовать этими курсами.
Лев Израилевич Каценельсон умер в 1917 году в Петербурге и был похоронен на Преображенском еврейском кладбище